# Szari
Szari (Chari) – rzeka w środkowej Afryce. Jej źródło znajduje się w Republice Środkowoafrykańskiej, płynie przez terytorium państwa Czad i wpada do jeziora Czad. Szari dostarcza 90% wody zasilającej jezioro.
Wzdłuż Szari rozciągają się żyzne, gęsto zaludnione tereny, na których mieszka znaczny procent ludności kraju. Nad rzeką Szari leży Ndżamena, największe miasto Czadu, oraz Sarh, trzecie co do wielkości miasto kraju. Rzeka jest wykorzystywana gospodarczo jako ważna arteria komunikacyjna południowego Czadu, ma także duże znaczenie dla rybołówstwa i przemysłu rybnego.
Długość rzeki wynosi około 1450 km, natomiast jej główny dopływ to Logon przy powierzchni dorzecza wynoszącej 650 000 km². Przepływ zależny jest od sezonu i waha się od 300 m³/s do 3800 m³/s.